# Nando (ville)
Pour les articles homonymes, voir Nando.
Nando est une ville de l'Uruguay située dans le département de Cerro Largo. Sa population est de 14 habitants.

## Géographie
Nando est située dans le secteur 4, au sud-ouest de Mangrullo.

## Population
| Année | Population |
| ----- | ---------- |
| 1963  | 72         |
| 1975  | 66         |
| 1985  | 27         |
| 1996  | 29         |
| 2004  | 14         |

,